# 沃克盆地 (加利福尼亞州)
沃克盆地（英語：Walker Basin）是位於美國加利福尼亞州克恩縣的一個非建制地區。該地的面積和人口皆未知。

## 地理
沃克盆地的座標為35°24′35″N 118°31′17″W / 35.40972°N 118.52139°W，而該地的平均海拔高度為1220米（即3350英尺）。